# Ян Малкович
Ян Малкович (чеськ. Ján Malkovic; 12 лютого 1930, Тисовець) — чехословацький дипломат. Генеральний консул Чехословаччини в Києві (1969—1972); Надзвичайний і Повноважний Посол Чехословаччини в Туреччині (1978—1983); Надзвичайний і Повноважний Посол Чехословаччини в Монголії (1989—1990);

## Життєпис
Народився 12 лютого 1930 року у містечку Тисовець, Словаччина. Молодим хлопцем брав участь у антифашистському опорі наприкінці Другої світової війни, з 1945 року працював у районному секретаріаті Комуністичної партії Словаччини в Кежмарку, а з 1946 року був районним секретарем Словацької спілки молоді.
У травні 1949 р. був прийнятий до Робітничої дипломатичної школи МЗС, після закінчення якої працював у міністерстві до 1991 р. З серпня 1950 р. по жовтень 1957 р. був призначений аташе, а потім третім секретаре ЧССР посольства в Москві (надавав допомогу репатріантам, вивезеним зі Словаччини в 1945), водночас закінчив «вечірнє» навчання в УМ-Л. Після повернення (і після закінчення військової служби) був призначений спочатку в 10-й Африканський, а потім у 2-й Східноєвропейський відділ, у 1960 році розпочав також навчання на факультеті мистецтв Карлового університету (але навчання не закінчив у 1968 році).
З лютого 1964 р. по липень 1967 р. працював першим секретарем (аташе з питань культури та преси) при посольстві в Болгарії, після повернення знову був направлений до 2-го територіального відділу.
З серпня 1969 р. по лютий 1972 р. — генеральний консул у Києві, з березня 1972 р. — перший заступник, з жовтня 1973 р. по вересень 1977 р. — начальник 1-го радянського відділу Федерального міністерства закордонних справ Чехословаччини. Після короткого навчання у відділі Близького Сходу він обіймав посаду посла в Туреччині з січня 1978 року по листопад 1983 року, після закінчення місії він спочатку знову був керівником 2-го, а з жовтня 1988 року, після реформи ФМЗВ, скороченого 1-го радянського та східноєвропейського відділу. У січні 1989 року мав бути призначений новим послом у Румунії, але це не було схвалено керівництвом партії. У жовтні 1989 року нарешті був направлений послом до Монголії, де працював до кінця 1990 року. Звільнений у відставку 12 лютого 1991 року.